# Phortica lanuginosa
Phortica lanuginosa är en tvåvingeart som beskrevs av Chen och Masanori Joseph Toda 2007. Phortica lanuginosa ingår i släktet Phortica och familjen daggflugor. Inga underarter finns listade i Catalogue of Life.